# قط أمريكى طويل الشعر

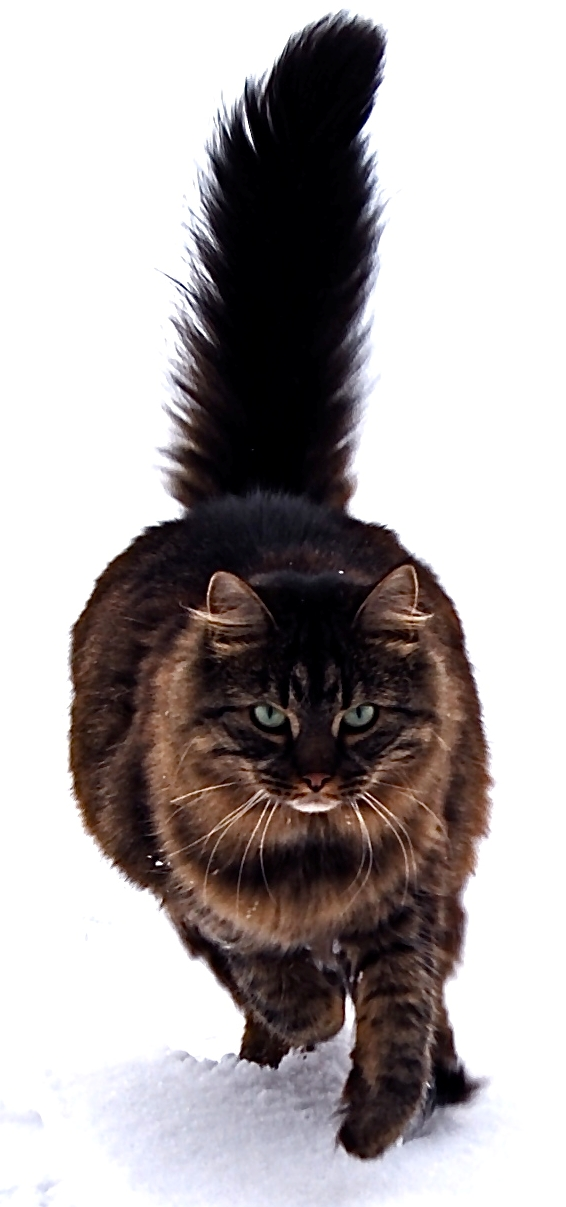

قط أمريكى طويل الشعر (بالإنجليزية: American Longhair)‏ هي سلالة قطط تكونت من القط الأمريكي قصير الشعر و القط الفارسي .